# Queenscliffe
Queenscliffe är en region i Australien. Den ligger i delstaten Victoria, omkring 57 kilometer sydväst om delstatshuvudstaden Melbourne. Antalet invånare är 3 058.
Följande samhällen finns i Queenscliffe:
- Queenscliff

Genomsnittlig årsnederbörd är 939 millimeter. Den regnigaste månaden är juni, med i genomsnitt 128 mm nederbörd, och den torraste är januari, med 44 mm nederbörd.